# Gilberto Hernández

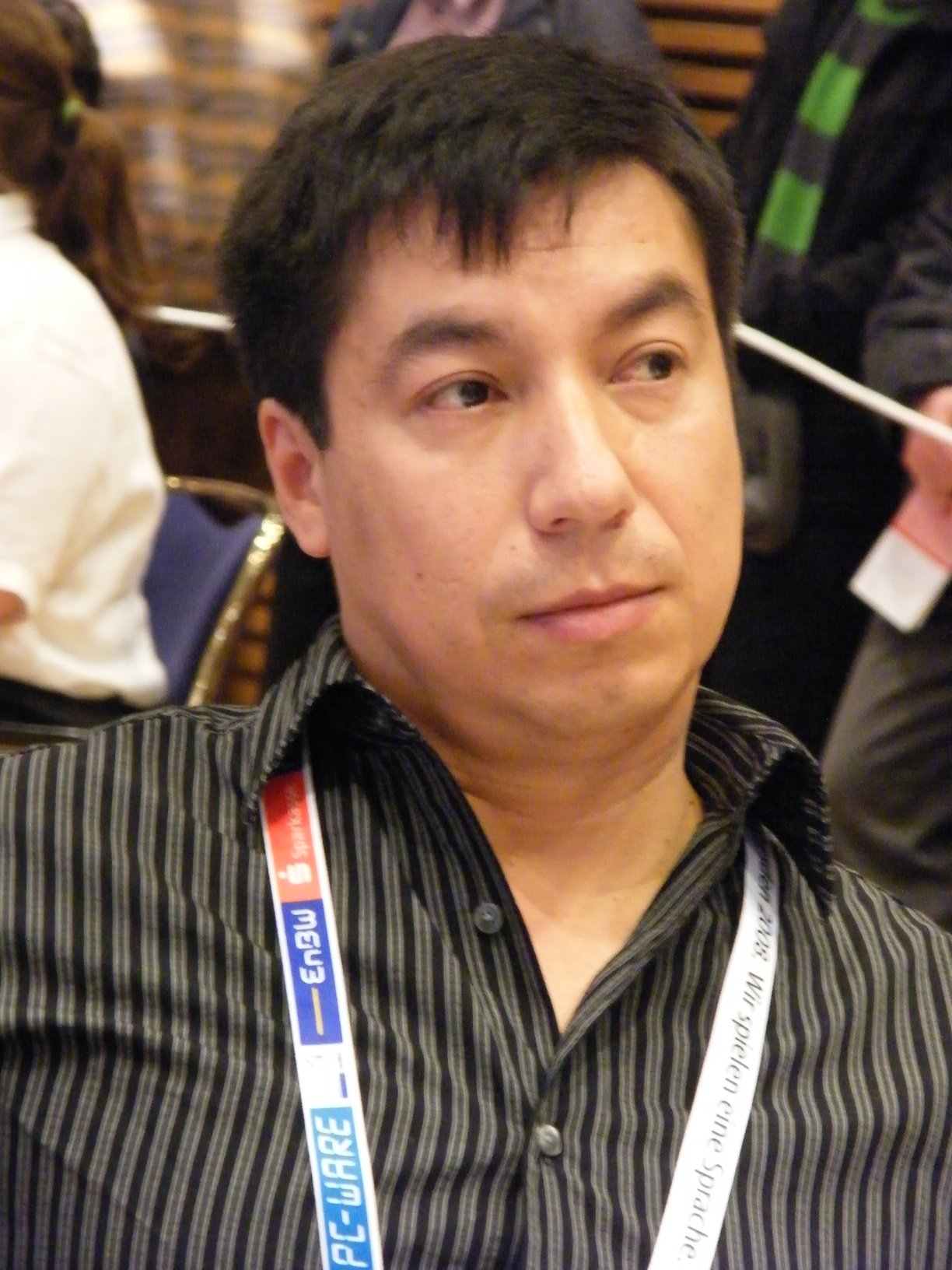
Gilberto Hernández

Gilberto Hernández (Ébano in San Luis Potosí, 4 februari 1970) is een Mexicaanse schaker met FIDE-rating 2528 in 2017. Hij is sinds 1995 een grootmeester (GM). 
Op 5-jarige leeftijd leerde Hernández de spelregels van het schaken. Toen hij 8 jaar oud was, speelde hij zijn eerste toernooi. Als 11-jarige werd hij kampioen van zijn staat en won in Xalapa de bronzen medaille in het Wereldkampioenschap schaken voor junioren in de categorie tot 12 jaar. Hoewel hij geen trainer had, werd hij op 14-jarige leeftijd Mexicaans Meester en op 16-jarige leeftijd FIDE Meester (FM); dit laatste gebeurde nadat hij in Puerto Rico het pan-Amerikaanse kampioenschap in de categorie tot 16 jaar had gewonnen. 
Als 17-jarige nam hij deel aan het Interzone-toernooi in Cuba, waar hij zijn eerste IM-norm behaalde. Na dat  succes ontving hij invitaties voor nog 5 toernooien, waardoor hij nog 3 maanden op Cuba verbleef. Op 19-jarige leeftijd was hij weer op Cuba. Hij behaalde toen weer een IM-norm, met een marge van 1.5 pt. 
In 1990 won Hernández het Open toernooi in Lyon, Frankrijk, met 8 pt. uit 9, waarbij hij won van voormalig junior wereldkampioen Vladimir Akopian en van Artashes Minasian. In 1995 kreeg hij de grootmeester-titel.
In augustus 2005 werd in Buenos Aires het Kampioenschap Amerikaans Continent gewonnen door Lazaro Bruzon met 8.5 pt. uit 11; Hernández behaalde 7.5 pt., er waren 152 deelnemers. 
Gilberto Hernández speelde in 7 Schaakolympiades en won meer dan 40 internationale toernooien.
Zijn belangrijkste resultaten tegen topspelers waren onder meer overwinningen op Alexei Shirov, Vladimir Akopian, Boris Gulko, Tony Miles en Alexander Rustemov en remises tegen Aleksandr Chalifman, Viktor Kortsjnoj, Judit Polgár, Boris Gelfand, Joel Lautier en Jeroen Piket.

## Persoonlijk
Gilberto Hernández is getrouwd met Claudia Amura, een vrouwelijke grootmeester (WGM) uit Argentinië. 

## Externe koppelingen
- (en)   Informatie over schaakpartijen van Gilberto Hernández op ChessGames.com
- (en)   Informatie over schaakpartijen van Gilberto Hernández op 365chess.com
- (en)  FIDE-ratinggegevens voor Gilberto Hernández